# Maurice Lacroix

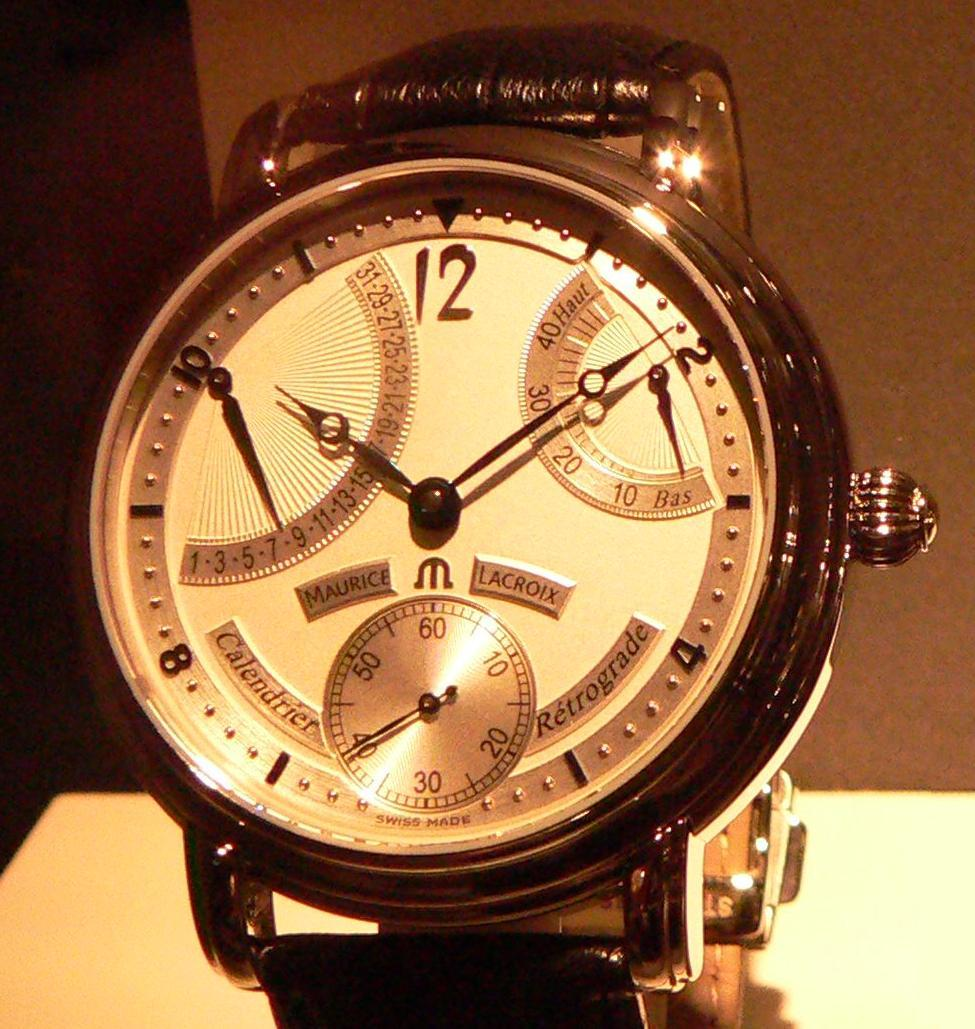
Modell Calendrier Rétrograde von Maurice Lacroix

Maurice Lacroix SA ist eine Schweizer Uhrenmanufaktur mit Produktionsbetrieben in Saignelégier und Montfaucon. Bekannt wurde Maurice Lacroix mit dem stilisierten M im Signet.

## Überblick
Jährlich werden bei Maurice Lacroix 120.000 Uhren gefertigt, davon 50.000 mit mechanischem Uhrwerk. Das Unternehmen unter der gleichnamigen Holding mit Sitz in Zürich gehört seit 2011 zur Zürcher DKSH und beschäftigt rund 200 Mitarbeiter, davon etwa 170 am internationalen Hauptsitz in Biel und in den Produktionsstätten in Saignelégier und Montfaucon in der Schweiz. «Maurice Lacroix» war der Name eines Mitglieds des Vorstandes des Mutterunternehmens. Zu der Zeit, als über die Lancierung einer eigenen Uhrenmarke nachgedacht wurde, verstarb er. Ihm zu Ehren wählte man seinen Namen als Markennamen.

## Gründung und Firmengeschichte
Gründer der Marke war Peter Brunner, der Präsident und Delegierte des Verwaltungsrats der Desco von Schulthess AG. 1961 erwarb die Zürcher Desco von Schulthess AG im jurassischen Saignelégier einen Assemblagebetrieb für die Fertigung von privaten Label-Uhren für den nationalen und internationalen Markt. 1975 wurde dann die Marke in Saignelégier gegründet, und das Unternehmen vertrieb in Österreich die erste Uhr unter dem Namen Maurice Lacroix. Die Einführung des Markennamens in Spanien folgte 1976. In den 1980er-Jahren wurde ein internationales Vertriebsnetz aufgebaut, und in Pforzheim wurde die Deutschland-Zentrale des Unternehmens eröffnet. 1989 erwarb Maurice Lacroix die Schweizer Gehäusefabrik Queloz SA, in der auch für andere namhafte Uhrenmarken Gehäuse produziert werden. 
Neben zahlreichen Modellen mit Quarzwerk kam 1990 unter dem Namen Masterpiece Collection eine mechanische Uhren-Kollektion mit technischen Innovationen als Markenzeichen heraus, die mit gebläuten Schrauben und geschliffenen Brücken versehen war. Als Qualitätsmerkmal schuf Maurice Lacroix als einer der ersten Hersteller die Möglichkeit zum Blick ins Uhrwerk durch gläserne Gehäuseböden.
Im Herbst 2001  wurde die Maurice Lacroix S.A., bislang eine Division der Desco von Schulthess AG, zur eigenständigen juristischen Einheit. Seit Juli 2011 hält DKSH die Mehrheit an Maurice Lacroix. 2006 hat Maurice Lacroix sein erstes, in Zusammenarbeit mit dem Uhrenerfinder und -konstrukteur Andreas Strehler entwickeltes Chronographen-Kaliber (ML 106) vorgestellt. Die komplexen Werkkomponenten für mechanische Kaliber werden in eigenen Werkstätten in Montfaucon in der Nähe von Saignelégier gefertigt. Damit kann Maurice Lacroix zu den Schweizer Uhrenmanufakturen gezählt werden. Heute (2012) ist Maurice Lacroix mit weltweit rund 200 Mitarbeitern in etwa 3300 Fachgeschäften in über 60 Ländern rund um den Globus vertreten.